# Buseno
Buseno (tot 1943 officieel in het Duits Busen; Lombardisch: Büscen) is een gemeente en plaats in het Zwitserse kanton Graubünden, en maakt deel uit van het district Moësa.
Buseno telt 102 inwoners.